# Pseudosetaphora pallidimaculata
Pseudosetaphora pallidimaculata is een pissebed uit de familie Philosciidae. De wetenschappelijke naam van de soort is voor het eerst geldig gepubliceerd in 1913 door Gustav Budde-Lund.